# Szabó Miklós (festő, 1914–1995)
Szabó Miklós (Torda, 1914. november 18. – Budapest, 1995. december 11.) Székely Bertalan-díjas lírai-realista festőművész, főiskolai docens. Az Alföld és a Tisza szerelmese, tájképfestő.

## Élete
Tanárdinasztia gyermekeként született. Édesanyja Bethlenben született tanárnő, apja Tordán iskolaigazgató volt.
A Képzőművészeti Főiskolán végzett, Rudnay Gyula tanítványaként. A második világháborút követően orosz hadifogságba került, melyből csak az ötvenes évek elején engedték vissza Magyarországra. 1952-ben megnősült és Szegeden telepedett le.
Kezdetben középiskolai rajztanárként dolgozott, majd szakfelügyelő lett. 1964 augusztusától, a Juhász Gyula Tanárképző Főiskola rajz tanszékének docense volt, rajzot, művészettörténetet, festészetet tanított. Főképp az akvarellfestésnek volt kiváló művelője.
Egész életében elsősorban az Alföld, a Tisza és Szeged, illetve a környező tanyavilág által ihletett festményeket festett. Kezdetben az akvarell, később az olaj technikát alkalmazta festményei megalkotása során. Balatont és az alföldi napraforgómezőket, régi házakat vagy azok tetejét ábrázoló műveket is festett. A portréfestészet kivételével minden témában alkotott. Festményeit az erőteljes színvilág jellemzi. Az országban sok nagyobb településen, összességében több száz kiállítást szerveztek képeiből.
Művészeti munkájáért Székely Bertalan-díjban részesült.
Festményei Magyarországon sok helyen megtalálhatóak (Kiskörös, Petőfi ház, számos kultúrház, magángyűjtemények, közintézmények, stb.) de néhány műve külföldre került. Főiskolai rajztanárként a festészet terén megszerzett tudását a rá bízott hallgatóknak igyekezett átadni.
Budapesten hunyt el 1995-ben.

## Kiállításai

### Legjelentősebb egyéni kiállításai
- 1965. Móra Ferenc Múzeum, Szeged
- 1967. Nemzeti Galéria, Budapest,
- 1976. Művelődési Ház, Debrecen
- 1978. Művelődési Ház, Jászberény
- 1980. Képcsarnok, Szolnok
- 1981. Képcsarnok, Miskolc
- 1983. Munkácsy Terem, Békéscsaba.

### További kiállítások
Gyula, Kápolnásnyék, Szabadka, Kistelek, Szentes, Hódmezővásárhely.

## Jelentősebb festményei
- Tanyahajó
- Csónakkikötő
- Csónakok a Tiszán
- Úszóház
- Halasbolt
- Kovácsműhely
- Utcakanyar
- Gomba
- Udvar
- Hajóállomás
- Télutó

## Művészeti elismerése
- 1965. Székely Bertalan-díj